# 景平
景平（423年－424年八月）是南朝宋皇帝宋少帝刘义符的年号，共计2年。

## 纪年
| 景平 | 元年  | 二年  |
| ---- | ----- | ----- |
| 公元 | 423年 | 424年 |
| 干支 | 癸亥  | 甲子  |

## 参看
- 中国年号索引
- 同期存在的其他政权年号
  - 玄始（412年十一月－428年十二月）：北凉政权沮渠蒙逊年号
  - 建弘（420年正月－428年五月）：西秦政权乞伏熾磐年号
  - 真兴（419年二月－425年七月）：夏国政权赫连勃勃年号
  - 太平（409年十月－430年）：北燕政权冯跋年号
  - 泰常（416年四月－423年十二月）：北魏政权拓跋嗣年号
  - 始光（424年正月－428年正月）：北魏政权北魏太武帝拓跋燾年号